# Arco Tudor
El arco Tudor, arco de cuatro centros o arco deprimido es un tipo de arco apuntado que se construye con cuatro secciones de circunferencia, es decir con cuatro centros interiores, y que se  remata con una clave en ángulo. Suele dar la impresión visual de haber sido aplanado por la presión del muro.
Fue muy empleado en la arquitectura inglesa del siglo XV, generalmente para disponer ventanas en los muros de los edificios.
|                                   |
| Disposición de los cuatro centros |

|                                        |
| Disposición final de la rosca del arco |

## Historia

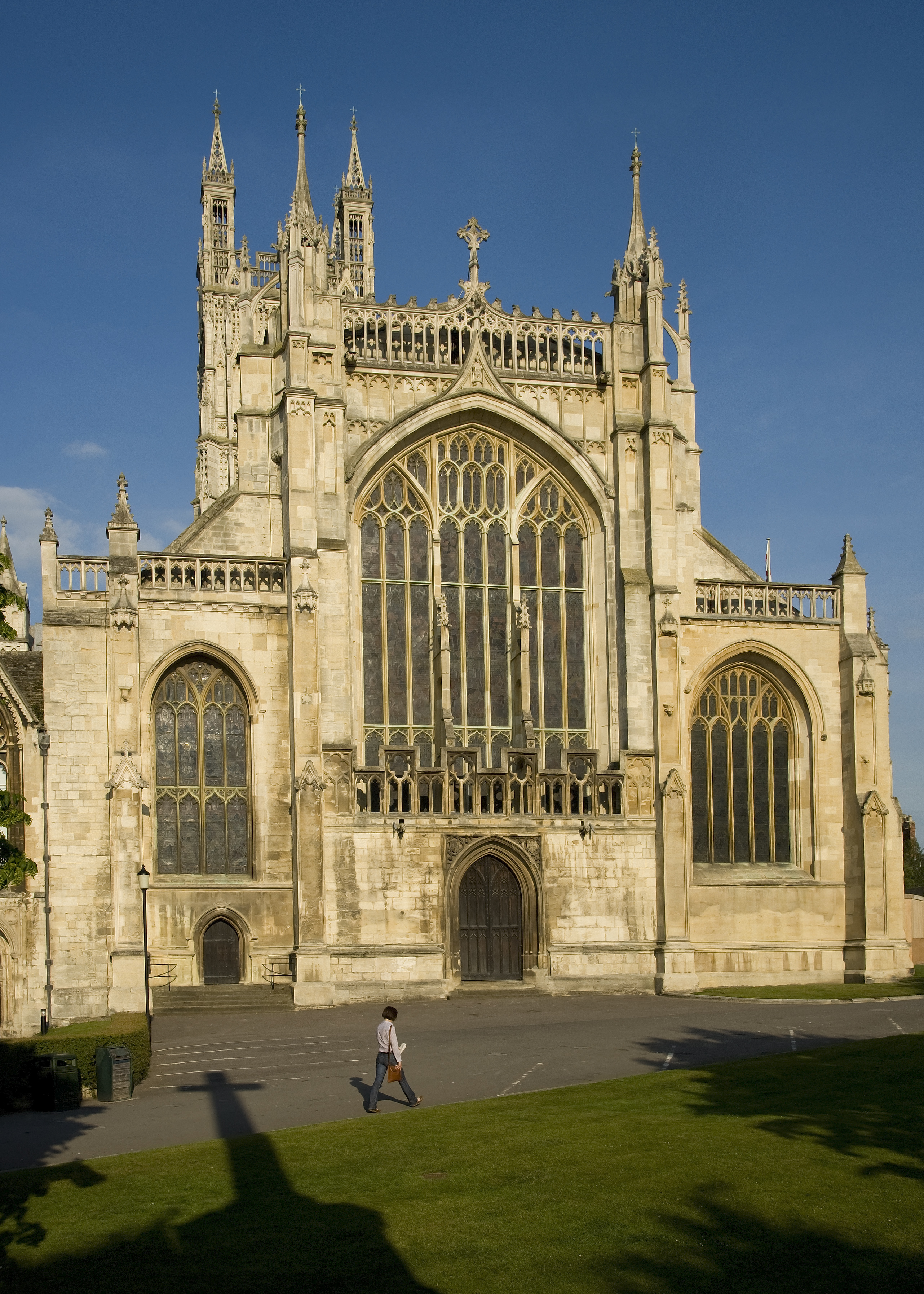
Fachada oeste de la catedral de Gloucester

Fue un elemento arquitectónico común en la arquitectura inglesa durante el período Tudor que se extendió entre 1485 y 1558 en Inglaterra durante la dinastía Tudor. Uno de los ejemplos más notables se encuentra en los ventanales de la fachada este de la catedral de Gloucester. El antiguo arco apuntado de la arquitectura gótica se rebajó en este achatado arco Tudor. Las dos secciones de circunferencia que se apoyan en los salmeres son de radio inferior, mientras que los arcos que se encuentran en la clave poseen un radio mucho más amplio. Las secciones de circunferencia más pequeños hacen tangencia con las jambas de soporte.